# Coltello a scatto

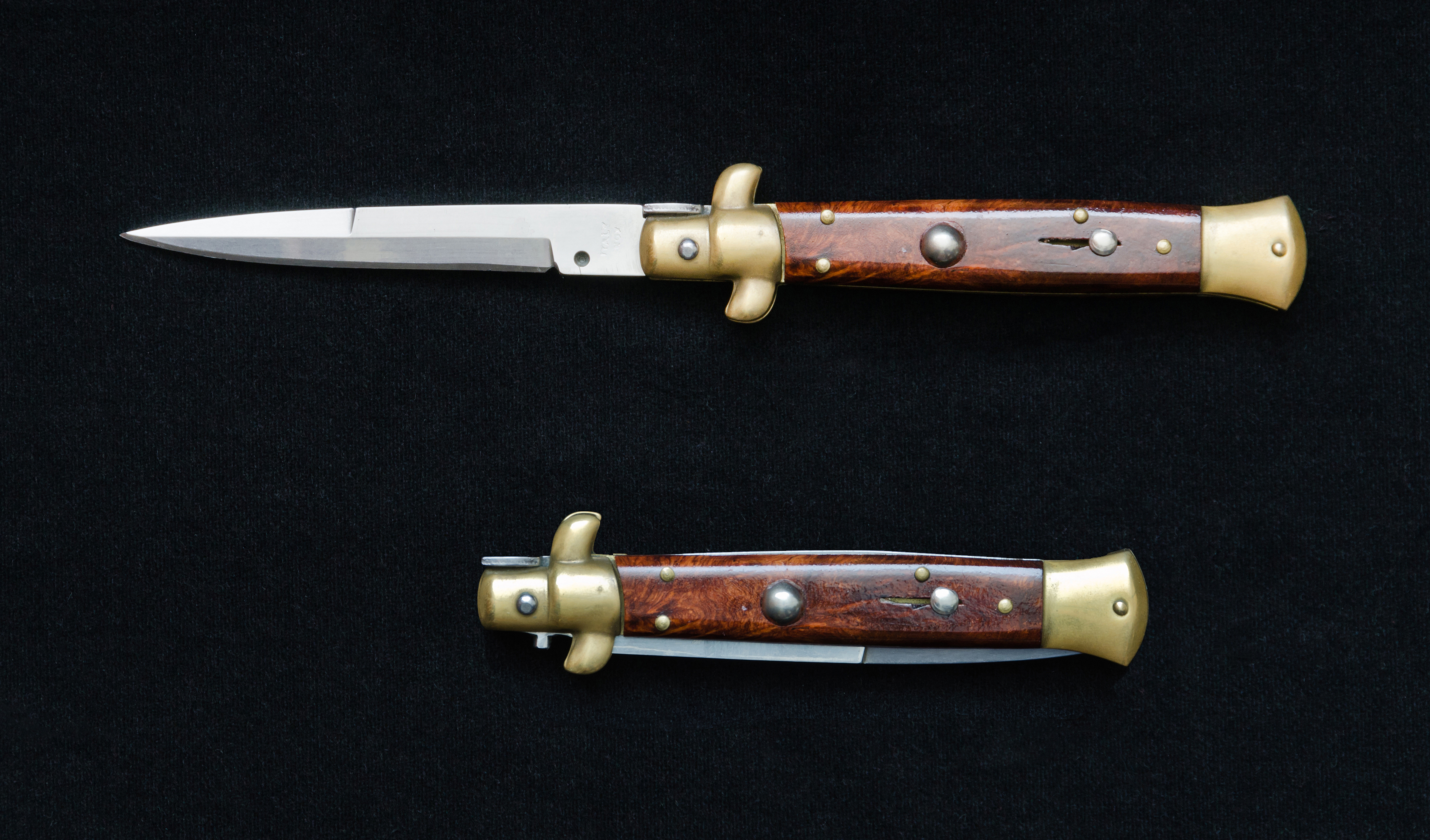
Un coltello a scatto laterale

Il coltello a scatto (denominato anche molletta) è un particolare tipo di coltello a serramanico, con l'apertura della lama servoassistita da una molla, che la fa scattare in posizione di aperto (da cui il nome "a scatto"), dopo aver premuto un pulsante sul manico, che sblocca la lama chiusa. Alcuni modelli presentano anche una sicura, per evitare che il coltello si apra involontariamente nel momento sbagliato.

## Caratteristiche
In posizione di riposo la lama giace all'interno del fodero, che è ricavato nel manico; per l'apertura si utilizza un sistema a molla: vi è una molla precaricata che viene svincolata da un pulsante all'atto in cui questo viene premuto, provocando l'estrazione rapida della lama tramite movimento lineare (coltelli a scatto frontali) o tramite rotazione (coltelli a scatto laterali), la quale raggiunge la posizione tipica della lama di coltello.

La caratteristica che contraddistingue i coltelli a scatto, non è la presenza di una molla che facilita l'apertura, ma la modalità di apertura. A differenza dei coltelli a serramanico con apertura assistita (anche questi muniti di molla che spinge la lama all'esterno), ad esempio i coltelli da sopravvivenza, nei coltelli a scatto l'utilizzatore non applica forza sulla lama nell'apertura, che viene condotta interamente dalla molla sbloccata tramite un pulsante, e non hanno la possibilità di essere aperti all'occorrenza a due mani o come un normale coltello chiudibile, in quanto la lama verrebbe trattenuta dal perno di svincolo comandato dal pulsante, funzione che spesso si crede erroneamente venga assolta dalla sicura, ma nei coltelli a scatto la sicura ha la funzione di bloccare il pulsante per prevenire pressioni involontarie su di esso, cosa che causerebbe un'apertura accidentale e possibili ferite all'utilizzatore. 

Un coltello a scatto laterale

Coltello ad apertura assistita. A differenza del coltello a scatto, la lama deve essere inizialmente spinta fuori manualmente ad un angolo sufficiente.

Durante l'ottecento vi fu in Italia una vasta diffusione del cosiddetto "stiletto italiano" o "molletta", coltelli a scatto ispirati al classico stiletto italiano a lama fissa, erano appunto veri e propri pugnali con doppio filo affilato e lama ripiegabile nel manico. Questa vasta diffusione ha influenzato le normative italiane in materia di armi che si sono susseguite dal novecento ad oggi, infatti oggi la normativa italiana prevede che qualsiasi coltello a scatto sia considerato arma bianca.
Essendo arma bianca  si possono acquistare solo con porto d'armi o nulla osta della questura e vanno denunziati alla propria questura di residenza.
Una recente sentenza della Cassazione chiarisce che si definiscono arma propria solamente i coltelli con lama a doppio filo a prescindere se siano con apertura a scatto o meno, quindi il fatto che un serramanico abbia un'apertura della lama a scatto non è  influente dal punto di vista della disciplina legale dello stesso.

## Diritto
Il diritto sull'uso dei coltelli a scatto è variabile a livello internazionale.

### In Europa

#### Germania
In Germania sono proibiti nella portabilità personale. È lecito portare coltelli con lama ad uscita laterale dal manico (coltello a serramanico), ma con tagliente solo su un lato e con lunghezza non superiore agli 85 mm dal manico.
Con la emanazione della Waffengesetzes (WaffG) del 1° aprile 2008 viene richiamato che la larghezza lama deve essere almeno il 20% in meno della lunghezza, e che il lato non tagliente doveva avere un assottigliamento verso la punta.

Come tutte le armi i possessori devono essere maggiorenni con più di 18 anni. Il porto in luogo pubblico senza motivazione è in violazione del Ordnungswidrigkeit dar (
 WaffG). Può essere portato solo con giustificato motivo tipo la caccia o uso professionale specifico, sport o lavoro.
I coltelli ad uso professionale come per i pompieri tipo a scatto, vengono considerati dalla BKA non armi. Non hanno proibizioni.
In sintesi:
- la lunghezza lama non superiore a 50 mm,
- la larghezza lama almeno inferiore del 20% della lunghezza,
- la lama con solo un tagliente.

Altro caso specifico è il coltello d'emergenza in forma di coltello a scatto, che deve essere
- con lato opposto alla lama dritto e filo che va a cadere verso la punta e
- punta arrotondata e ottusa e
- la punta della lama con forma di uncino
- con tagliente non superiore al 60% della lunghezza lama
- un tagliente che può avere una forma dentellata.[5]

#### Austria
La detenzione, la portabilità, la custodia, etc. di armi (Schusswaffen und verbotenen Waffen), e così i coltelli, sono permessi indipendentemente alla lunghezza di lama o larghezza o dal meccanismo di apertura, solo ai soggetti maggiori di anni 18, contro i quali le autorità non hanno imposto divieti. Per i coltelli a scatto non vi sono divieti specifici.

#### Svizzera
In Svizzera viene considerata arma, quando la lama è più lunga di 5 cm e la lunghezza totale aperto di 12 cm. La lama non deve avere doppio tagliente.